# ياسوشي ناميكاوا
ياسوشي ناميكاوا (باليابانية: 滑川康仁؛ مواليد 27 أكتوبر 1974) هو مُقاتل فنون قتالية مختلطة ياباني.

## وصلات خارجية
- ياسوشي ناميكاوا على موقع شيردوغ (الإنجليزية)
- ياسوشي ناميكاوا على موقع قاعدة بيانات المصارعة على الإنترنت (الإنجليزية)
- ياسوشي ناميكاوا على موقع IMDb (الإنجليزية)